# 斯波蕃

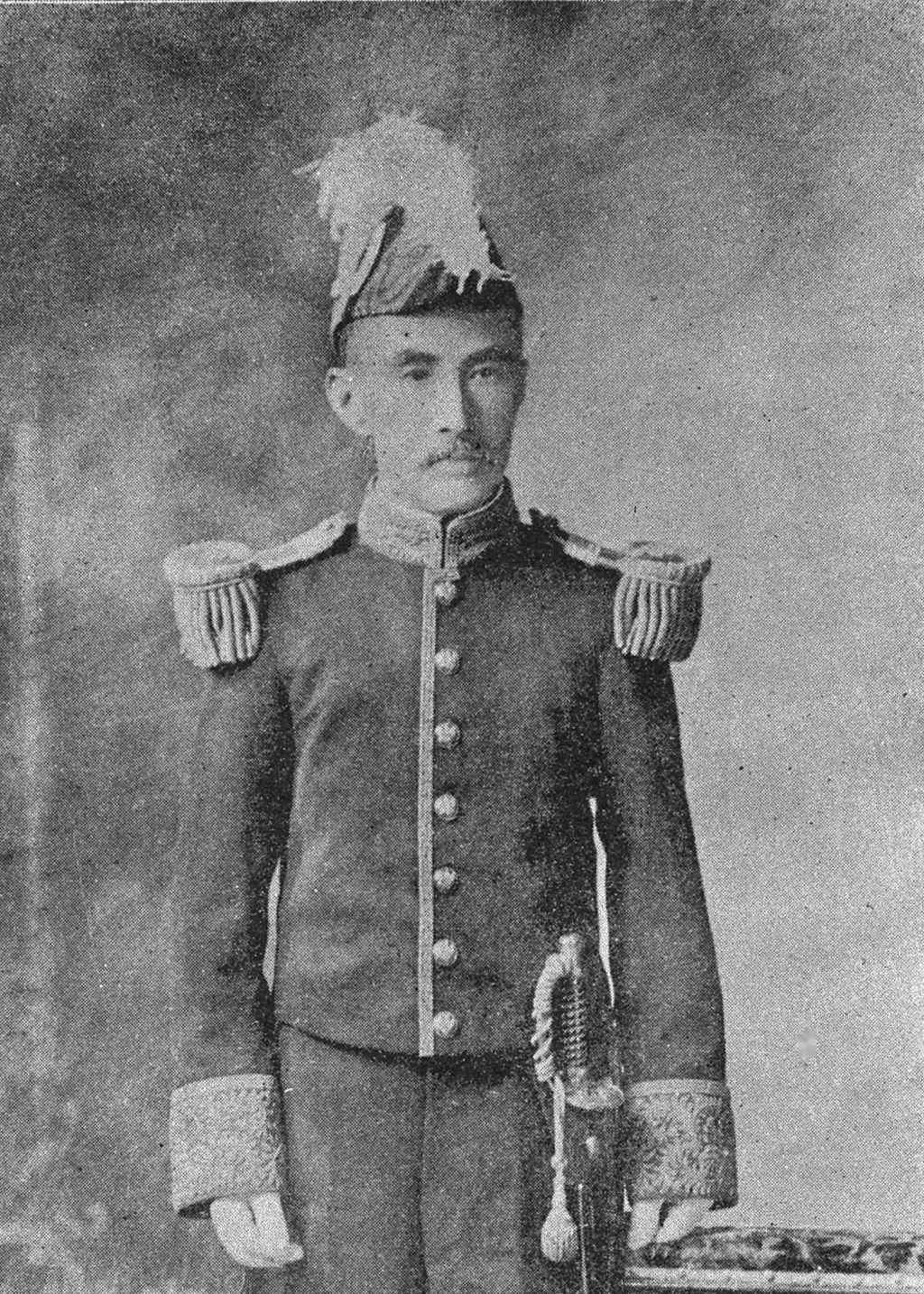
斯波蕃

斯波 蕃（しば しげり / しげる、1843年2月3日（天保14年1月5日）- 1907年（明治40年）3月9日）は、江戸時代末期（幕末）から明治期の武士、華族。男爵。初名は津田 正邦（つだ まさくに）。
　

## 経歴
加賀藩士津田正矩の長男として生まれる。文久元年（1861年）、家老津田内蔵助正行（1万石）の養嗣子となり、藩主世子前田慶寧に側近として仕える。8月、慶寧に従って上洛し長州征討の中止に尽力するが、翌年7月に禁門の変が勃発する。慶寧は禁裏守護の任を正邦に任せて退京したため、藩主名代として仙洞御所の警備に当たった。 
慶応元年（1865年）に家老職に任じられる。慶応4年（1868年）の北越戦争には家士106名を率いて出兵し、越後長岡城攻防戦では藩兵の総指揮をとるなど陸奥へと転戦する。会津若松城陥落後に藩へ凱旋した。 翌明治2年（1869年）、金沢藩少参事、権大参事に任じられる。
のち、遠祖斯波高経にちなんで斯波蕃と改名する。明治33年（1900年）、戊辰戦争の功により男爵位を受爵する。明治40年（1907年）、鎌倉の別邸にて病没、 享年65。

## 栄典
- 1900年（明治33年）5月9日 - 男爵[2]

## 親族
- 妻 斯波敏子（はやこ、生駒勘右衛門長女）[1]
- 長男 斯波忠三郎（工学博士、貴族院男爵議員）[1]
- 二男 斯波孝四郎（造船技術者）
- 孫 斯波正夫（貴族院男爵議員、忠三郎長男）[1]
- 養弟 斯波淳六郎（津田正行三男）。